# Handball aux Jeux méditerranéens de 2022
Navigation
Tarragone 2018 Tarente 2026
Les compétitions de handball des Jeux méditerranéens de 2022 ont lieu du 27 juin au 6 juillet 2022 à Oran en Algérie. 
Deux tournois sont disputés et opposent d'un côté 10 équipes nationales masculines et de l'autre 8 équipes nationales féminines.
Le tournoi masculin a été remporté par l'Espagne devant l'Égypte et la Serbie.
C'est également l'Espagne qui s'impose dans le tournoi féminin devant l'Croatie et la Serbie.
À domicile, l'Algérie n'a pas pu faire mieux qu'une sixième place chez les hommes et une huitième et dernière place chez les femmes.

## Présentation

### Nations participantes
Il n'y a pas de système de qualification, les nations participantes sont libres de présenter une équipe ou non.
Dix équipes nationales masculines et huit féminines participent à la compétition :
- équipes masculines :  Algérie,  Égypte,  Espagne,  Grèce,  Italie,  Macédoine du Nord,  Serbie,  Slovénie,  Tunisie et  Turquie
- équipes féminines :  Algérie,  Croatie,  Espagne,  Macédoine du Nord,  Portugal,  Serbie,  Tunisie et  Turquie

Le tirage au sort des poules a été effectué le 31 mai 2022.
À noter que pour les Algériens, Égyptiens et Tunisiens, ces Jeux méditerranéens sont suivis du Championnat d'Afrique des nations, disputé du 11 au 18 juillet.

### Lieux de la compétition
Trois lieux sont utilisés lors de la compétition :
- la Salle omnisports d'Arzew accueille les matchs de poule et les matchs de classement du tournoi masculin,
- la Salle El-Hachemi Hantaz d'Aïn El Turk accueille les matchs de poule et les matchs de classement du tournoi féminin,
- le Salle omnisports du complexe Miloud Hadefi d'Oran accueille les matchs des phases finales des tournois masculin et féminin.

## Tournoi masculin

### Phase de poules

#### Groupe A
Tous les matchs ont lieu dans la Salle omnisports d'Arzew.
|   | Équipe   | Pts | J | G | N | P | Bp  | Bc  | Diff |
| - | -------- | --- | - | - | - | - | --- | --- | ---- |
| 1 | Égypte   | 8   | 4 | 4 | 0 | 0 | 113 | 89  | 24   |
| 2 | Serbie   | 6   | 4 | 3 | 0 | 1 | 128 | 124 | 4    |
| 3 | Tunisie  | 4   | 4 | 2 | 0 | 2 | 125 | 128 | -3   |
| 4 | Italie   | 2   | 4 | 1 | 0 | 3 | 107 | 106 | 1    |
| 5 | Slovénie | 0   | 4 | 0 | 0 | 4 | 61  | 87  | -26  |

Remarque : touchée par plusieurs cas de Covid-19, la Slovénie a déclaré forfait quelques heures avant son match face à l'Égypte

#### Groupe B
Tous les matchs ont lieu dans la Salle omnisports d'Arzew.
|   | Équipe            | Pts | J | G | N | P | Bp  | Bc  | Diff |
| - | ----------------- | --- | - | - | - | - | --- | --- | ---- |
| 1 | Espagne           | 6   | 4 | 3 | 0 | 1 | 142 | 93  | 49   |
| 2 | Macédoine du Nord | 5   | 4 | 2 | 1 | 1 | 116 | 98  | 18   |
| 3 | Algérie           | 5   | 4 | 2 | 1 | 1 | 110 | 107 | 3    |
| 4 | Turquie           | 2   | 4 | 1 | 0 | 3 | 96  | 135 | -39  |
| 5 | Grèce             | 0   | 4 | 0 | 0 | 4 | 93  | 148 | -55  |

### Matchs de classement
Tous les matchs ont lieu dans la Salle omnisports d'Arzew.
| Match                  | Date                  | Club recevant | Score      | Club visiteur |
| ---------------------- | --------------------- | ------------- | ---------- | ------------- |
| Match pour la 9e place | annulé                | [5A] Slovénie | 0 – 10     | [5B] Grèce    |
| Match pour la 7e place | 4 juillet 2022, 12h30 | [4A] Italie   | 34 – 25    | [4B] Turquie  |
| Match pour la 5e place | 4 juillet 2022, 15h00 | [3A] Tunisie  | 39 ap – 35 | [3B] Algérie  |

### Tour final
Tous les matchs ont lieu dans la Salle omnisports du complexe Miloud Hadefi d'Oran.
|  | Demi-finales           | Demi-finales          |                        |    | Finale                | Finale                |
|  | Demi-finales           | Demi-finales          |                        |    | Finale                | Finale                |
|  |                        |                       |                        |    |                       |                       |
|  | 4 juillet 2022, 13h00  | 4 juillet 2022, 13h00 |                        |    | 6 juillet 2022, 11h30 | 6 juillet 2022, 11h30 |
|  | 4 juillet 2022, 13h00  | 4 juillet 2022, 13h00 |                        |    | 6 juillet 2022, 11h30 | 6 juillet 2022, 11h30 |
|  | [1A] Égypte            | 34                    |                        |    | 6 juillet 2022, 11h30 | 6 juillet 2022, 11h30 |
|  | [1A] Égypte            | 34                    |                        |    | 6 juillet 2022, 11h30 | 6 juillet 2022, 11h30 |
|  | [2B] Macédoine du Nord | 20                    |                        |    | 6 juillet 2022, 11h30 | 6 juillet 2022, 11h30 |
|  | [2B] Macédoine du Nord | 20                    | Égypte                 | 27 |                       |                       |
|  | 4 juillet 2022, 18h00  |                       | Égypte                 | 27 |                       |                       |
|  |                        | Espagne               | 28                     |    |                       |                       |
|  | [1B] Espagne           | Espagne               | 28                     | 42 |                       |                       |
|  | [1B] Espagne           |                       |                        | 42 |                       |                       |
|  | [2A] Serbie            | 38                    |                        |    |                       |                       |
|  | [2A] Serbie            | 38                    | Match pour la 3e place |    |                       |                       |
|  |                        |                       |                        |    |                       |                       |
|  | 6 juillet 2022, 16h30  |                       |                        |    |                       |                       |
|  |                        |                       |                        |    |                       |                       |
|  | Macédoine du Nord      | 29                    |                        |    |                       |                       |
|  | Macédoine du Nord      | 29                    |                        |    |                       |                       |
|  | Serbie                 | 34                    |                        |    |                       |                       |
|  | Serbie                 | 34                    |                        |    |                       |                       |

### Classement final
| Rang                                    | Équipe            |
| --------------------------------------- | ----------------- |
| Médaille d'or, Jeux méditerranéens      | Espagne           |
| Médaille d'argent, Jeux méditerranéens  | Égypte            |
| Médaille de bronze, Jeux méditerranéens | Serbie            |
| 4                                       | Macédoine du Nord |
| 5                                       | Tunisie           |
| 6                                       | Algérie           |
| 7                                       | Italie            |
| 8                                       | Turquie           |
| 9                                       | Grèce             |
| 10                                      | Slovénie          |

## Tournoi féminin

### Phase de poules

#### Groupe A
Tous les matchs ont lieu dans la Salle El-Hachemi Hantaz d'Aïn El Turk.
|   | Équipe  | Pts | J | G | N | P | Bp | Bc | Diff |
| - | ------- | --- | - | - | - | - | -- | -- | ---- |
| 1 | Espagne | 6   | 3 | 3 | 0 | 0 | 85 | 64 | 21   |
| 2 | Croatie | 4   | 3 | 2 | 0 | 1 | 82 | 78 | 4    |
| 3 | Tunisie | 2   | 3 | 1 | 0 | 2 | 67 | 75 | -8   |
| 4 | Algérie | 0   | 3 | 0 | 0 | 3 | 60 | 77 | -17  |

#### Groupe B
|   | Équipe            | Pts | J | G | N | P | Bp | Bc | Diff |
| - | ----------------- | --- | - | - | - | - | -- | -- | ---- |
| 1 | Serbie            | 6   | 3 | 3 | 0 | 0 | 78 | 64 | 14   |
| 2 | Portugal          | 4   | 3 | 2 | 0 | 1 | 69 | 64 | 5    |
| 3 | Turquie           | 2   | 3 | 1 | 0 | 2 | 86 | 88 | -2   |
| 4 | Macédoine du Nord | 0   | 3 | 0 | 0 | 3 | 62 | 79 | -17  |

### Matchs de classement
Tous les matchs ont lieu dans la Salle El-Hachemi Hantaz d'Aïn El Turk.
| Match                  | Date                  | Club recevant | Score   | Club visiteur     |
| ---------------------- | --------------------- | ------------- | ------- | ----------------- |
| Match pour la 7e place | 4 juillet 2022, 10h00 | Algérie       | 23 – 31 | Macédoine du Nord |
| Match pour la 5e place | 4 juillet 2022, 12h30 | Tunisie       | 29 – 35 | Turquie           |

### Tour final
Tous les matchs ont lieu dans la Salle omnisports du complexe Miloud Hadefi d'Oran.
|  | Demi-finales          | Demi-finales          |                        |    | Finale               | Finale               |
|  | Demi-finales          | Demi-finales          |                        |    | Finale               | Finale               |
|  |                       |                       |                        |    |                      |                      |
|  | 4 juillet 2022, 10h30 | 4 juillet 2022, 10h30 |                        |    | 6 juillet 2022, 9h00 | 6 juillet 2022, 9h00 |
|  | 4 juillet 2022, 10h30 | 4 juillet 2022, 10h30 |                        |    | 6 juillet 2022, 9h00 | 6 juillet 2022, 9h00 |
|  | [1A] Espagne          | 26                    |                        |    | 6 juillet 2022, 9h00 | 6 juillet 2022, 9h00 |
|  | [1A] Espagne          | 26                    |                        |    | 6 juillet 2022, 9h00 | 6 juillet 2022, 9h00 |
|  | [2B] Portugal         | 24                    |                        |    | 6 juillet 2022, 9h00 | 6 juillet 2022, 9h00 |
|  | [2B] Portugal         | 24                    | Espagne                | 29 |                      |                      |
|  | 4 juillet 2022, 15h30 |                       | Espagne                | 29 |                      |                      |
|  |                       | Croatie               | 25                     |    |                      |                      |
|  | [1B] Serbie           | Croatie               | 25                     | 20 |                      |                      |
|  | [1B] Serbie           |                       |                        | 20 |                      |                      |
|  | [2A] Croatie          | 31                    |                        |    |                      |                      |
|  | [2A] Croatie          | 31                    | Match pour la 3e place |    |                      |                      |
|  |                       |                       |                        |    |                      |                      |
|  | 6 juillet 2022, 14h00 |                       |                        |    |                      |                      |
|  |                       |                       |                        |    |                      |                      |
|  | Portugal              | 22                    |                        |    |                      |                      |
|  | Portugal              | 22                    |                        |    |                      |                      |
|  | Serbie                | 26                    |                        |    |                      |                      |
|  | Serbie                | 26                    |                        |    |                      |                      |

### Classement final
| Rang                                    | Équipe            |
| --------------------------------------- | ----------------- |
| Médaille d'or, Jeux méditerranéens      | Espagne           |
| Médaille d'argent, Jeux méditerranéens  | Croatie           |
| Médaille de bronze, Jeux méditerranéens | Serbie            |
| 4                                       | Portugal          |
| 5                                       | Turquie           |
| 6                                       | Tunisie           |
| 7                                       | Macédoine du Nord |
| 8                                       | Algérie           |